# Koulikoro
Koulikoro város Maliban, a Koulikoro régióban, melynek fővárosa. Koulikoro a Niger partján fekszik, valamint 52 km-re északkeletre található Mali fővárosától, Bamakótól.
Koulikoro a róla elnevezett körzet központja is, mely 10 településből áll. A körzet összlakossága nagyjából 118 000 főre tehető. Koulikoro igen jól iparosodott város, valamint a nagyforgalmú Dakar-Niger vasútvonal végállomása. Az esős évszak után augusztus és November között a Niger megnövekedett vízszintje miatt, a folyó alkalmassá válik nagyobb rakományok szállítására, melyek leggyakoribb célpontjai Ségou, Timbuktu és Gao.

## Fordítás
- Ez a szócikk részben vagy egészben  a   Koulikoro című angol Wikipédia-szócikk fordításán alapul.  Az eredeti cikk szerkesztőit annak laptörténete sorolja fel. Ez a jelzés csupán a megfogalmazás eredetét és a szerzői jogokat jelzi, nem szolgál a cikkben szereplő információk forrásmegjelöléseként.